# タルチシオ
聖タルチシオ（またはタルチジオ、タルチシウス）（イタリア語: San Tarcisio、英: Saint Tarcisius）は、3世紀のキリスト教の殉教者である。教皇ダマスス1世の詩にも登場する。カトリック教会での記念日は8月15日である。

## 聖体の奉仕者
ローマ帝国時代のイタリアではキリスト教が弾圧されていたため、キリスト教の信仰を持った人はカタコンベなどで密かに集まり、祈りを捧げて信仰を守っていた。その祈りで重要になるのは司祭によって聖別された聖体であり、ミサを捧げるのに必要なものであった。少年のタルチシオはこの聖体を運ぶ役割を司祭から受け、密かに信者のもとへ運び届けていた。しかし、ある日聖体を運んでいる途中に見つかってしまい、石で打ち殺されて殉教する。石で打たれる最中も聖体を胸に抱いて守り続け、奪わせなかったという。そのため、肖像画や彫刻は胸に聖体を抱いているようなポーズが多い。聖体を運んでいる最中に殉教したため、聖体の殉教者と呼ばれる。侍者の守護聖人として知られるが、実際には助祭としての役割も担っていたとも言われる。